# De IJsdraak
De IJsdraak is een fantasyboek voor kinderen geschreven door de Amerikaanse schrijver George R.R. Martin. Het werd voor het eerst gepubliceerd als een kortverhaal in 1980 door Ace Books in de volume Dragons of Light. In 2006 werd het boek heruitgegeven en geïllustreerd. 

## Inhoud
De jeugdige Adara is niet bang voor de IJsdraak, zoals de meeste mensen in de wereld, en telkens wanneer de IJsdraak haar dorp overvliegt laat hij een spoor na in de sneeuw en een gruwelijke koude. Nog nooit heeft iemand de IJsdraak kunnen vangen, laat staan temmen.
Maar Adara is bijzonder. Al sinds ze heel klein was kan ze zich herinneren naar de IJsdraak te hebben uitgekeken, en toen ze vier was raakte ze hem voor het eerst aan. Een jaar later vloog ze op zijn brede rug. Nu is de IJsdraak haar beste vriend.
De reden voor die speciale band is simpel: Adara is een winterkind, geboren tijdens de koudste winter sinds mensenheugenis, en dat maakt haar voor niets of niemand bang. Wanneer Adara zeven is vliegen er op een mooie zomerdag vanuit het noorden opeens vuurdraken over de boerderij van haar vader, en die hebben niet veel goeds in de zin. Adara is ervan overtuigd dat zij en de IJsdraak de enigen zijn die de boerderij en het dorp kunnen redden. Samen beleven ze een groot avontuur.